# 小熊維尼獵蜜記
小熊維尼獵蜜記（Pooh's Hunny Hunt）是一座位於東京迪士尼樂園內的「無軌道」室內遊樂場機動遊戲，以艾倫·亞歷山大·米恩的小說《小熊維尼》和迪士尼長篇動畫電影《小熊維尼歷險記》為主題。

## 歷史
在迪士尼的改編電影《小熊維尼歷險記》受到歡迎後，華特迪士尼幻想工程在1970年代後期開始規劃以小熊維尼為主題的機動遊戲，預計將設置在加州迪士尼樂園內將要改裝的幻想世界區域內。然而當幻想世界於1983年改裝完成重新開幕時，小熊維尼的機動遊戲並未出現其中。七年後，在小熊維尼角色再次開始受到歡迎的同時，華特迪士尼世界度假區核准了小熊維尼機動遊戲的興建計畫，並取代幻想世界中既有的「蟾蜍先生瘋狂大冒險」（Mr. Toad's Wild Ride）機動遊戲。
此機動遊戲的更新版本即為東京迪士尼樂園的「小熊維尼獵蜜記」，在設計上與先前的版本有顯著的不同。在全世界的迪士尼樂園內的空中纜車依計畫拆除後，東京迪士尼樂園內原有的「幻想世界纜車」（Fantasyland Skyway）車站成為了可建造新設施的空地。小熊維尼獵蜜記在2000年下半年開幕營運，其建造總預算超過1億3000萬美元，並使用了前所未見的「無軌道」科技。設施開幕後即吸引了大量排隊人潮，並在許多迪士尼樂園愛好者網站上獲得好評。直到今日，小熊維尼獵蜜記依然是東京迪士尼樂園內排隊等待時間最長的遊樂設施之一。

## 設施系統
小熊維尼獵蜜記使用了由華特迪士尼幻想工程開發的無軌道機動遊戲系統。雖然當時市面上已有其他的無軌道機動遊戲系統（例如ETF Ride Systems），但小熊維尼獵蜜記以多種感應器的組合取代了埋入地面的專屬管線。負責控管這些感應器的是一套訂製的局部定位系統（LPS）。這套獲得專利的系統是將行進方向資訊從主控電腦傳送至設施內的每一台車輛。這些外型裝飾成蜂蜜罐的車輛實際上是各自獨立移動，其移動方式利用了埋藏在地板下的一套複雜的矩陣電路。每隔數秒，主控電腦會產生亂數的行進路徑，並即時「操控」這些個別的車輛前進，每台車輛都有各自不同的行進方向。由於這套系統是即時進行運算，因此能在毫秒間改變行駛的方向。此外，系統也能夠將多台的「蜂蜜罐」車輛整合運行（在一個場景中最多能有8台蜂蜜罐同時旋轉行進），搭配背景音樂的節拍形成「舞蹈」般的演出。因為系統的運算方式有無限種可能，因此每次搭乘的體驗皆能有所不同。小熊維尼獵蜜記的設計建造總預算約為1億3000萬美元。

## 相似設施
東京迪士尼樂園旁的東京迪士尼海洋有一座採用相同無軌道技術的水上逗趣船（Aquatopia），遊客搭乘的船隻是在一個淺水池中運行。
迪士尼樂園、神奇王國和香港迪士尼樂園內皆有以《小熊維尼》為主題的室內遊樂設施。這些設施以「小熊維尼歷險記」（The Many Adventures of Winnie the Pooh）為名稱運行，並採用較為傳統的軌道系統。

## 資料來源
1. 1 2  US patent 7739006,Gillula, Jeremy,「System and method for autonomous navigation in a ride vehicle」,发行于2010-06-15,指定于Disney Enterprises, Inc.
2. ↑  Koppens, Ruud.  (访谈). 2011-11-15  [2013-05-12].  The Coaster Crew. Orlando, Florida. （原始内容存档于2014-05-19）.
3. ↑  . ETF Ride Systems.   [2013-05-09]. （原始内容存档于2013-05-23）.
4. ↑  Niles, Robert. . Theme Park Insider. 2013-04-21  [2013-05-16]. （原始内容存档于2013-05-22）.
5. 1 2  Sim, Nick. . Theme Park Tourist. 2012-09-03  [2013-05-16]. （原始内容存档于2013-07-26）.

## 外部連結
- 小熊維尼獵蜜記官方介紹網頁（正體中文）
- 小熊維尼獵蜜記官方介紹網頁（簡體中文）